# Хризопеја
Хрисопеја или хризопеја (стгрч. χρυσοποιία, „производња злата“) се у алхемији, односи на вештачку производњу злата, најчешће наводном трансмутацијом основних метала као што је олово. Сродни термин је аргиропеја (стгрч. ἀργυροποιία, „израда сребра“), који се односи на вештачку производњу сребра, често трансмутацијом бакра. Иако су алхемичари тежили многим различитим циљевима, израда злата и сребра остала је једна од кључних амбиција алхемије кроз њену историју, од Зосима из Панополиса (око 300. године) до Роберта Бојла (1627–1691). 
Реч је коришћена у наслову кратког алхемијског дела, Хризопеје Клеопатре која се приписује Клеопатри Алхемичарки, а која је вероватно написана у првим вековима хришћанске ере, али која се први пут налази на једном листу у рукопису од десетог до једанаестог века у Библиотеци Марчијана у Венецији, MS Marciana gr. Z. 299. Документ садржи уробор који садржи речи „све је једно“ ( ἕν τὸ πᾶν, hen to pān), концепт који је везан за херметизам. Стефан Александријски је написао дело под називом De Chrysopoeia.  Хризопеја је и наслов песме Ђованија Аугурела из 1515 .